# Hjärnbryggan

Översiktsbild på hjärnan, med pons markerad.

Hjärnbryggan (latin: pons) är en del av det central nervsystemet, beläget i hjärnstammen och är förbunden med lillhjärnan (cerebellum). Det är den mellersta delen mellan den förlängda märgen (medulla oblongata) och mitthjärnan (mesencephalon), framför lillhjärnan. Hjärnbryggan är ungefär 2,5 cm lång och består av en övre och undre del.
Hjärnbryggan innehåller både nervkärnor och nervbanor. Ponskärnor tar emot signaler från stora hjärnan, kopplar om dem och sänder in dem till motsatta sidans lillhjärnshalva. 
I hjärnbryggan finns ett respiratoriskt centrum som tillsammans med förlängda märgen kontrollerar andningen. Skador på detta område ger ett onormalt andningsmönster (apneustisk respiration), andningen blir djup, och avbryts vid full inandning. Detta syns bland annat hos patienter om drabbats av stroke eller trauman mot området och vagusnerven..

### Webbkällor
- ”Pons – hjärnbrygga”. Svensk MeSH. Karolinska Institutet. https://mesh.kib.ki.se/term/D011149/pons. Läst 15 november 2021.